# Mario Botto

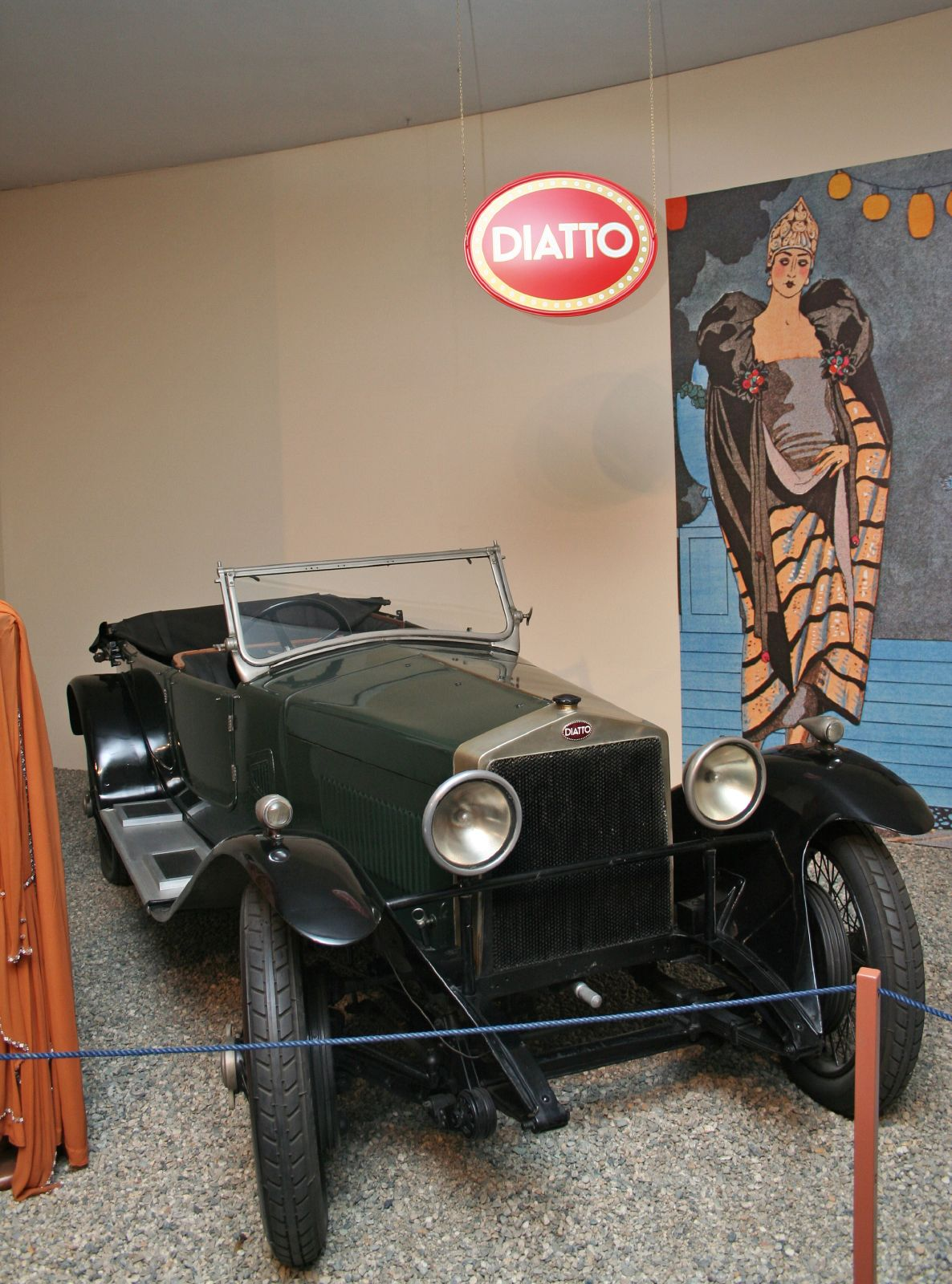
Diatto 30 wie ihn Mario Botto beim 24-Stunden-Rennen von Le Mans 1925 fuhr

Alfredo Mario Botto, in einigen Publikationen auch Alfredo Mario Botta (* 1887 in Paris; † 1957 in Barcelona), war ein Schweizer Autorennfahrer.

## Karriere
Mario Botto war in seiner Karriere einmal beim 24-Stunden-Rennen von Le Mans am Start. 1925 fuhr er gemeinsam mit dem Franzosen Edmond Garcia einen Diatto 30 an die elfte Stelle der Gesamtwertung.

## Statistik

### Le-Mans-Ergebnisse
| Jahr | Team                                   | Fahrzeug       | Teamkollege   | Platzierung | Ausfallgrund |
| ---- | -------------------------------------- | -------------- | ------------- | ----------- | ------------ |
| 1925 | Societa Anonima Autocostruzioni Diatto | Diatto Tipo 30 | Edmond Garcia | Rang 11     |              |